# Стретоија (Лука)
Стретоија је насеље у Италији у округу Лука, региону Тоскана.
Према процени из 2011. у насељу је живело 2722 становника. Насеље се налази на надморској висини од 27 м.